# 吳煥 (萬曆進士)
參數所指定的目標頁面不存在，建議更正成存在頁面或直接建立下列一個頁面（建立前請先搜尋是否有合適的存在頁面可以取代）：
- 吴焕

吳煥（？—？），號亦臨，直隸蘇州府吳江縣人，匠籍，明朝政治人物。

## 生平
萬曆三十七年（1609年）己酉科應天府鄉試舉人，四十四年（1616年）丙辰科三甲第四十七名進士。吏部觀政，授海寧縣知縣，四十七年調仁和縣，天啓二年補内黄县，五年行取考选，崇祯元年授四川道監察御史，管東城，巡按陕西。三年督遼餉，五年养病。

## 家族
曾祖吳洪，南刑部尚書。祖父吳崑，嘉靖戊戌進士，中順大夫。父吳邦傑，嘉靖辛酉舉人。